# 內馬尼亞·維迪奇
內馬尼亞·維迪奇（羅馬化：Nemanja Vidić，1981年10月21日—），塞爾維亞退役足球運動員，司職中堅。他曾是塞爾維亞國家足球隊隊員。

## 球員生涯

### 早期
維迪奇出生於塞黑，1989年加盟塞爾維亞(當時仍屬(南斯拉夫)球會Jedinstvo Putevi青年隊，効力5年期間曾加一些青年軍比賽。1994年維迪奇轉投另一隊塞爾維亞球會斯洛博達足球俱樂部青年隊。1996年被當地著名勁旅貝爾格萊德紅星球探發現並邀請其試腳，之後維迪奇就轉投贝尔格莱德红星青年隊。

#### 贝尔格莱德红星
2000年維迪奇正式成為贝尔格莱德红星主隊球員並簽4年合約，但由於當時維迪奇不能第一時間打進主力，故球會隨即安排維迪奇外借到其他球會增加比賽經驗。

#### 薩博迪卡斯巴達 (外借)
2000至01年球季，維迪奇外借1年到另一塞爾維亞球會薩博迪卡斯巴達，期間上陣27場，射入了6球。

#### 贝尔格莱德红星 (外借後重返)
2001至02球季 外借重返後成為球會主力成員，再過一個球季後成為了球會的隊長直至離隊。維迪奇在紅星的期間一共上陣了67場，獲得12球的進帳並協助球會奪得塞黑甲組聯賽的冠軍以及兩取塞黑杯的錦標。

#### 莫斯科斯巴达克
2004年7月，維迪奇轉會至俄羅斯球會莫斯科斯巴達，轉會費未有透露，但消息為是當時俄超最高身價後衛。維迪奇在莫斯科斯巴達期間共上陣39場，攻入了4球。

#### 曼聯
2006年1月5日，英超班霸曼聯簽入維迪奇，轉會費未有透露，消息為700萬英鎊。領隊費格遜爵士於接受訪問時稱讃他「速度快，踢法極具侵略性」。
維迪奇在加盟之初並未適應英超球風，沒有引起球迷很大的注意。但經驗半年的英超經驗，維迪奇的表現愈見穩健，不單贏得球迷歡心，這名頭球出色的中路守將更於2006/07年球季開始慢慢取代施維斯達成為球隊的正選中堅。除了球風硬朗、拼勁十足之外，維迪奇後上助攻功夫亦非常到家，經常能夠接應角球或死球直接以頭球攻門，他為球隊上陣的頭30場賽事便已經取得3個入球，三球都是來自死球助攻頂入。
2010年8月20日，曼聯與維迪奇續約4年至2014年6月。
2014年2月7日，維迪奇宣布約滿後不與曼聯續約並會離開英格蘭球壇到其他地方發展。
2014年3月5日，意甲球會國際米蘭宣佈維迪奇將於下一球季加盟，但合約年期並沒有透露。

#### 國際米蘭
2014年7月4日，國際米蘭召開新聞發佈會正式介紹維迪奇加盟。

### 國家隊
在國家隊方面，維迪奇曾參與2006年世界杯的外圍賽與卡斯達積、德古天奴域以及加維蘭錫組成的守線極為穩固，在外圈賽中只僅僅失1球，被稱為「四大鐵衛」。不過在決賽週僅打了一場分組賽，維迪奇便因傷宣佈退出餘下賽事。
2011年10月12日，在塞爾維亞確定無緣2012年歐洲國家盃後，維迪奇宣布退出國家隊。

### 退役
2016年1月29日，維迪奇宣布退役，結束球員生涯。

## 榮譽

### 球會
貝爾格萊德紅星
- 南斯拉夫盃 (1)：2002年
- 塞尔维亚足球超级联赛 (1)：2003/04年
- 塞黑盃 (1)：2004年

 曼聯
- 英格兰足球超级联赛 (5)：2006/07年、2007/08年、2008/09年、2010/11年、2012/13年
- 英格蘭聯賽盃 (3)：2005/06年、2008/09年、2009/10年
- 英格蘭社區盾 (5)：2007年、2008年、2010年、2011年、2013年
- 欧洲冠军联赛 (1)：2007/08年
- 國際足協世界冠軍球會盃 (1)：2008年

### 個人
- 塞爾維亞年度最佳海外球員 (4)：2005年、2007年、2008年、2010年
- 塞爾維亞足球先生 (2)：2005年、2008年
- PFA年度英超最佳陣容 (4)：2006/07年、2007/08年、2008/09年、2010/11年
- 英超每月最佳球員 (1)：2009年1月
- 英超赛季最佳球员 (2)：2008/09年、2010/11年
- 马特·巴斯比爵士年度最佳球員 (1)：2008/09年
- 國際職業足球員協會年度世界最佳十一人 (1)：2008/09年

## 外部連結
- 個人官網 （页面存档备份，存于）
- 曼聯球員官方統計（页面存档备份，存于）
- 曼聯官網簡歷 （页面存档备份，存于）
- 歐洲足協官網簡歷
- 足球数据库：內馬尼亞·維迪奇的球员统计数据
- 球員資料 （页面存档备份，存于）

| 體育角色           | 體育角色               | 體育角色    |
| ------------------ | ---------------------- | ----------- |
| 前任： 加利·尼維利 | 曼联隊長 2011年-2014年 | 繼任： 朗尼 |